# エオンウェ
エオンウェ（Eönwë）は、J・R・R・トールキンの中つ国を舞台とした小説、『シルマリルの物語』の登場人物。
アルダの長上王マンウェの旗持にして伝令使。星々の女王ヴァルダの侍女イルマレとともにマイアールの最上位にあり、武力においてアルダ中でもっとも優れているとされる。

## 怒りの戦い
航海者エアレンディルが迷いの島々を越えてアマンにたどり着いたとき、エオンウェがかれを出迎えた。マンウェはエアレンディルの訴えを聞き入れ、怒りの戦いのためにエオンウェを中つ国へと送り、ヴァンヤールとフィナルフィン麾下のノルドールを率いさせた。エオンウェは挑戦のトランペット吹き鳴らし、大合戦の始まりを告げた。エオンウェ率いるヴァリノール軍によって、冥王の居城アングバンドは破壊され、モルゴスは捕らわれた。二つのシルマリルは取り上げられ、エオンウェがこれを保管した。モルゴスの副官サウロンが降伏すると、エオンウェには同格であるかれを裁く権利が無かったため、アマンへ向かいマンウェの裁きを受けるように告げた。しかしエオンウェが立ち去ると、サウロンは中つ国に隠れ住んだ。

## マンウェの伝令使
モルゴスが捕らわれると、エオンウェはベレリアンドのエルフにアマンへの帰還を勧めた。これに対しマイズロスとマグロールは、二つのシルマリルをかれらに引き渡すようエオンウェに求めた。かれら二人はシルマリルの作り手であるフェアノールの息子であったからである。エオンウェはシルマリルに対するかれらの権利は、その悪行によって消滅したことを告げた。フェアノールの息子たちはエオンウェの陣を襲い、シルマリルを奪ったが、エオンウェはかれらを追跡しなかった。二人がシルマリルを手にすると、宝玉はかれらの手を焼き、一つは地の底に、一つは海に失われた。

## 異伝
初期の案でのかれの名は、フィオンウェ・ウリオン（Fiönwë Urion）であり、マンウェとヴァルダの息子であり、イルマレとは兄弟であると考えられていた。かれの剣はマンウェから与えられたものだった。しかしのちに“ヴァラールの子供”という概念は却下され、かれはマンウェの伝令使となった。
1. ↑  これはかれが武器の扱いや戦の統帥に優れていたことを意味し、必ずしも個人戦で最強であったという意味ではない。